# Pueblo asturiano
El pueblo asturiano, o la ciudadanía asturiana, es, según el Estatuto de Autonomía del Principado de Asturias (España), el conjunto de españoles que poseen los derechos políticos en el territorio de esa comunidad autónoma. La Junta General del Principado de Asturias, órgano legislativo de la comunidad, es el representante del pueblo asturiano.

## Composición
Forman parte del pueblo asturiano dos grandes grupos:
Españoles empadronados en Asturias
Según el artículo 7 del Estatuto de Autonomía del Principado de Asturias, tienen la condición política de asturianos los españoles con vecindad administrativa en cualquiera de los concejos que componen el territorio de la comunidad autónoma. Para ello resulta necesario, de acuerdo a la Ley y Bases de Régimen Local, estar empadronado en uno de los concejos que conforman la comunidad autónoma asturiana.
Emigrantes españoles desde Asturias y descendientes
También gozan de dicha condición política los emigrantes españoles en el extranjero cuya última residencia en España haya sido en Asturias y sus descendientes, aunque nunca hayan residido en la región.

## Consecuencias
Las consecuencias de poseer la condición política de asturianos se resumen en:
- Ser elector y elegible en las elecciones autonómicas. Esto implica que todos los cargos públicos para los que se exija ser diputado quedan reservados a los que tengan la ciudadanía asturiana. En particular, la de ser Presidente del Principado de Asturias.
- Ser designable como senador por la Junta General del Principado.
- Poder participar en la iniciativa legislativa popular.

## Asturianía
Relacionado con la condición política de asturiano pero diferente a ella se encuentra la asturianía. El artículo 8 del Estatuto reconoce la asturianía como identidad cultural con la región, que no comporta derechos políticos.
La asturianía se define como relación sentimental con la región y se refiere a los que, sin tener la condición política de asturianos, mantienen lazos culturales y de afectividad con Asturias. Esta asturianía cultural recae en agrupaciones no ubicadas en la región: "comunidades asturianas asentadas fuera de Asturias". Dicha asturianía se concreta genéricamente como el "derecho a colaborar y compartir la vida social y cultural de Asturias", sin "derechos políticos". El artículo 8 del estatuto fue desarrollado por la ley 3/84, de 9 de mayo, de reconocimiento de la Asturianía, derogada posteriormente por la Ley 2/2018, de 23 de marzo, de los asturianos en el exterior y del reconocimiento de la asturianía.